# Коста Пеев
Коста Пеев е македонски диалектолог, лингвист („македонист“), ученик на академик Божидар Видоески, специалист по диалектите на югоизточна Егейска Македония (Солунско, Кукушко, Воденско, Сярско) и автор на четиритомния „Речник на македонските дијалекти од југоисточниот дел на Егејска Македонија“.

## Биография
Роден е в Струмица, днес Северна Македония, в 1936 година. Започва работа като асистент в Отделението за диалектология на Института за македонски език в Скопие, където участва в създаването на диалектоложката му картотека. Занимава се също с ономастика. През 80-те години на XX век участва в международни проекти по създаване на Общославянски лингвистичен атлас, Общокарпатски диалектен атлас и Европейски лингвистичен атлас .
Пеев е бивш редовен професор и ръководител на катедрата по македонски и южнославянски езици към Университета в Скопие. От 1990 до 1993 г. ръководи Международния семинар за македонски език, литература и култура.
Носител е на наградата за наука на Северна Македония „Гоце Делчев“ и на държавната награда за образование и възпитание на Северна Македония „Климент Охридски“.

## Научни трудове
Преди да обобщи изследванията си в речника, написва няколко самостоятелни книги за диалектите в Македония – „Дојрански дијалект“ (1979) и двутомна монография „Кукушкиот говор“ (1988 и 1989). В последната са описани разказите на бегълци от Кукушко след Балканската и
Междусъюзническата война, записани на техния диалект. Четирите тома на речника са издадени съответно през 1999, 2002, 2004 и 2006 г.